# Amphion (Honegger)
Pour les articles homonymes, voir Amphion (homonymie).
Représentations notables
Amphion d'Arthur Honegger est un drame lyrique en trois parties, composé en 1929 et créé le 23 juin 1931 à l'Opéra de Paris par la danseuse Ida Rubinstein. Devant le semi-échec que constitue cette œuvre, le compositeur en tire une suite pour orchestre, Prélude, Fugue et Postlude, créée par Ernest Ansermet à Genève en 1948.

## Amphion

### Genèse
L'écrivain et poète français Paul Valéry travaille à une idée d'« œuvre totale » depuis 1891 et sollicite les avis de Claude Debussy et Pierre Louÿs. Les trois hommes constatent que l'opéra de la fin du XIXe siècle est un monde à ordonner mais n'entrevoit pas la forme que peut prendre le but flou qu'ils poursuivent à la charnière des différentes expressions artistiques, entre ballet, œuvre lyrique et poésie. Il faut attendre 1922 et une collaboration entre l'écrivain et le compositeur pour que ce projet prenne forme. Lors d'une conférence baptisée Poésie et langage, Honegger et Valéry se rencontrent et s'entendent pour élaborer une œuvre commune mais il faut toutefois attendre sept ans avant que le projet ne se concrétise. Honegger ne reçoit le manuscrit d'Amphion qu'en 1929  et deux ans après l'échec du drame lyrique Antigone, il met en musique le texte poétique appelé à cette tache par la danseuse Ida Rubinstein.
Le thème d'Amphion, ni homme ni dieu, ne constitue pas la matière idéale d'un drame lyrique et conviendrait davantage à un ballet qu'à une œuvre chantée d'autant que le langage clair et équilibré de Valéry s'accorde peu avec le « souffle tourmenté, tumultueux » du compositeur au point que les deux tempéraments sont difficilement conciliables. Honegger réussit toutefois à composer une œuvre au langage dépouillé de ses traits audacieux habituels (intervalles inusités, cuivres, etc.).
La partition est achevée en août 1929 mais la création n'a lieu que deux ans plus tard.

### Création, réception et postérité

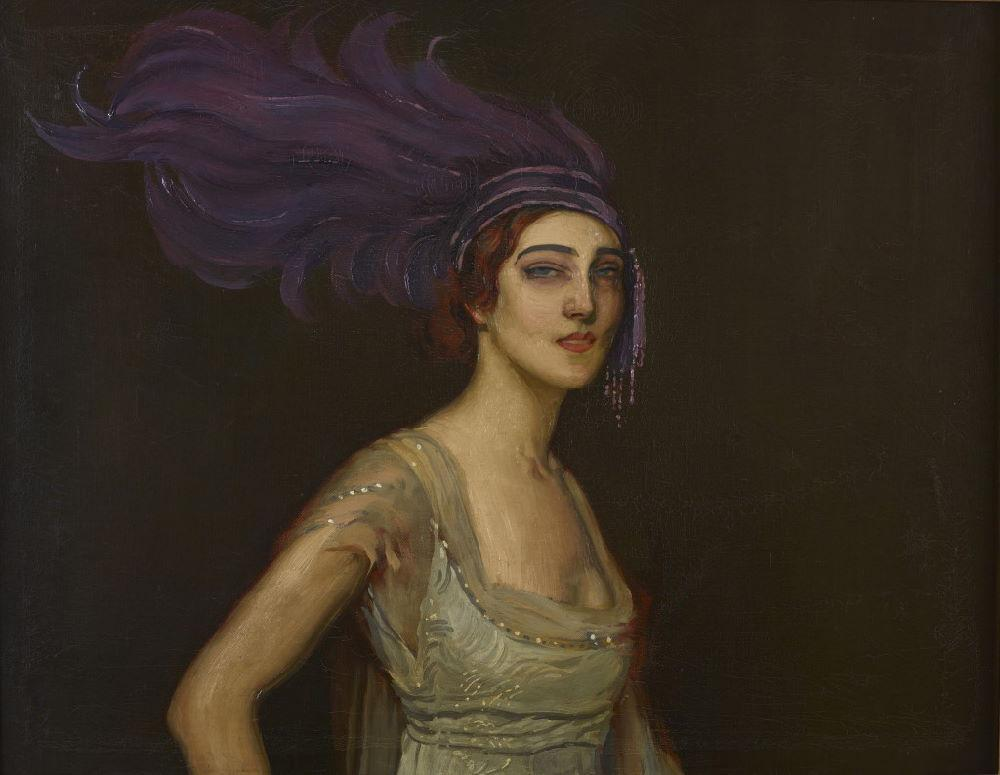
La danseuse Ida Rubinstein, créatrice de l'œuvre à l'Opéra Garnier

L'œuvre est créée à l'Opéra Garnier à Paris le 23 juin 1931 avec la danseuse Ida Rubinstein et sa troupe avec les décors d'Alexandre Benois et la chorégraphie de Léonide Massine. 
Le mariage voulu par Honegger et Valéry entre musique et spectacle rend difficile l'acceptation de la partition dont le sujet est précisément la musique. Le spectacle est joué peu de fois, tout comme les autres pièces de la danseuse et n'est repris qu'en 1933 à Zurich. 
Les critiques ne sont pas mauvaises pour autant, notamment celle d'Henry Prunières qui loue : « La concentration de la pensée musicale. L'art tumultueux d'Honegger se fait ici classique sans retour au poncif. Il se dépouille, il s'efforce de trouver comme le voulait Debussy la Chair nue de l'émotion ».

### Style
Selon Marcel Delannoy, la partition évoque l'opéra du Grand Siècle sous l'influence de Lully et de Rameau. 

#### Argument
L'œuvre a pour thème le mythe d'Amphion, fils de Zeus et d'Antiope. Si Paul Valéry conserve des éléments du mythe comme la musique qui demeure le personnage principal du récit ou la ville de Thèbes, il introduit des éléments nouveaux comme la Mort personnifiée. Ni homme ni dieu, barbare et sauvage, Amphion reçoit la lyre d'Apollon et fait naître la musique, et, de la musique, un temple. Les pierres s'assemblent par miracle pour former l'édifice sorti du néant par la grâce des notes. Le mythe relate qu'Amphion tue sa mère et bâtit les murailles de Thèbes avec sa lyre et sa flûte. Valéry conserve la lyre et remplace les remparts par le temple. La seconde partie voit apparaître les Muses qui figurent les colonnes du temple dominant la ville de Thèbes. Le héros Amphion est loué pour ses talents mais au moment d'approcher du temple, une femme voilée « L'Amour de la Mort » s'empare de la lyre qu'elle jette dans la fontaine et entraîne Amphion avec elle dans le néant.

### Structure et analyse
La partition se découpe en trois parties. La partition s'appuie sur cinq solistes, un récitant, un chœur et l'orchestre.

#### Première partie
Le bruissement des cordes graves (contrebasses et violoncelles) simule la naissance de la Musique sur une image de chaos, la musique naissant du néant. Les contrebasses s'animent rythmiquement et les voix féminines des Sources s'élèvent sur cette basse. Le berger Amphion dort et rêve sur fond de harpe et cordes voluptueuses. Les Muses approchent dans la Danse hiératique quand surgit, dans un grondement, la voix d'Apollon qui choisit Amphion pour lui confier la lyre. Celui-ci se réveille dans une danse légère et saisit maladroitement l'instrument sur fond d'accord discordant (cor, trombones, bassons). Une caresse d'Amphion sur les cordes provoque une harmonie à l'orchestre, avec les instruments à cordes augmenté de la harpe et du célesta, figurant la naissance de la Musique.

#### Deuxième partie
Amphion continue à jouer de la lyre sur fond de chromatisme à l'orchestre : les blocs de pierre s'animent et le miracle de la construction du temple se produit. Cette Marche des Pierres est une fugue stricte où le thème est introduit à quatre reprises. Un chœur de gloire fend le sillage de la marche. Surgissent du chaos des lignes mélodiques figurant les détails architecturaux, murs et frontons. Apparaissent le chœur des Muses figurant les colonnes du temple puis la façade.

#### Troisième partie
La fugue se poursuit et aboutit à l’Hymne au Soleil à l'unisson entonné par le peuple de Thèbes. Amphion est glorifié et porté en triomphe par le peuple. Au moment d'approcher du temple sacré surgit une femme portant un voile, personnifiant la Mort. Elle s'empare de la lyre qu'elle jette dans la fontaine et entraîne Amphion dans le néant, le privant de sa création victorieuse, sur l'avertissement sombre du saxophone. 

## Prélude, Fugue et Postlude
L'œuvre n'est reprise qu'en 1933 à Zurich et ce semi-échec suggère à Honegger l'écriture d'une suite pour orchestre tiré du drame lyrique qu'il intitule Prélude, Fugue et Postlude. Cette œuvre est créée sous la direction d'Ernest Ansermet à Genève en 1948. Bien que l'œuvre puisse être considérée comme une œuvre indépendante, Honegger introduit la partition par une résumé de son drame lyrique.

## Discographie

### Amphion
- Amphion - L'Impératrice aux Rochers, label Timpani, 2010.

### Prélude, Fugue et Postlude
- Thierry Fischer, The BBC National Orchestra and Chorus of Wales, label Hypérion, CDA 67688.
- Georges Tzipine, Orchestre de la société des concerts du conservatoire, label EMI.

### Sources et références
- Pierre Meylan, Honegger, L'Âge d'Homme, 1982, 205 p.

1. 1 2  p. 62
2. 1 2 3 4 5 6 7  p. 63

- Marcel Delannoy, Honegger, Pierre Horay, 1953, 250 p.

1. 1 2 3  p. 129
2. ↑  p. 132
3. 1 2 3 4 5  p. 130
4. 1 2 3 4  p. 131

- Jacques Tchamkerten, Arthur Honegger, Papillon, 2005, 261 p.

1. 1 2 3  p. 109
2. 1 2  p. 110